# Peixe-mosquito
O peixe-mosquito (nome científico: Gambusia affinis) é um pequeno peixe de água doce originário do sul da América do Norte, que pertence à família dos peciliídeos (Poeciliidae) e a ordem dos ciprinodontiformes. Os peixes-mosquito são pequenos em comparação com muitos outros peixes de água doce, com as fêmeas atingindo um comprimento máximo de 7 centímetros (2,8 polegadas) e os machos um comprimento máximo de 4 centímetros (1,6 polegada). A fêmea pode ser distinguida do macho por seu tamanho maior e um ponto grávido na parte posterior do abdome. A fertilização é interna; o macho secreta láctea na abertura genital da fêmea através de seu gonopódio. Dentro de 16 a 28 dias após o acasalamento, a fêmea dá à luz cerca de 60 filhotes. Os machos atingem a maturidade sexual em 43 a 62 dias. As fêmeas, se nascidas no início da estação reprodutiva, atingem a maturidade sexual em 21 a 28 dias; as fêmeas nascidas no final da estação atingem a maturidade sexual na próxima estação, em seis a sete meses.
O nome peixe-mosquito foi dado porque o peixe come larvas de mosquito e tem sido usado mais do que qualquer outro peixe para o controle biológico de mosquitos. Normalmente come zooplâncton, besouros, efemerópteros, tricópteros, ácaros e outros invertebrados; larvas de mosquito constituem apenas uma pequena porção de sua dieta. Foram introduzidos diretamente nos ecossistemas em muitas partes do mundo como biocontrole para diminuir as populações de mosquitos que, por sua vez, afetaram negativamente muitas outras espécies em cada biorregião distinta. Na Austrália são classificados como uma praga nociva e podem ter agravado o problema do mosquito em muitas áreas, superando predadores invertebrados nativos de larvas de mosquito. Vários condados da Califórnia distribuem peixes-mosquito gratuitamente para residentes com tanques e piscinas artificiais como parte de seus programas de redução de mosquitos. Os peixes são disponibilizados apenas aos residentes e destinam-se a ser utilizados exclusivamente na sua propriedade, não sendo introduzidos no habitat natural. Em 24 de fevereiro de 2014, a Corporação da Grande Chenai, na Índia, introduziu peixes-mosquito em 660 lagoas para controlar a população de mosquitos em corpos de água doce. Consta em quadragésimo na lista das 100 das espécies exóticas invasoras mais daninhas do mundo da União Internacional para a Conservação da Natureza (UICN).

## Descrição
Os peixes-mosquito são pequenos e de coloração cinza opaca, com um abdome grande, barbatanas dorsal e caudal arredondadas e uma boca arrebitada. O dimorfismo sexual é visto; as fêmeas maduras atingem comprimento total máximo de 7 centímetros (2,8 polegada), enquanto os machos atingem apenas 4 centímetros (1,6 polegada). O dimorfismo sexual também é visto nas estruturas fisiológicas do corpo. As barbatanas anais das fêmeas adultas assemelham-se às barbatanas dorsais, enquanto as barbatanas anais dos machos adultos são pontiagudas. Esta barbatana pontiaguda, conhecida como gonopódio, é usada para depositar esperma dentro da fêmea. As fêmeas adultas podem ser identificadas por uma mancha gravídica que possuem na parte posterior do abdome. Outras espécies consideradas semelhantes incluem Poecilia latipinna, Poecilia reticulata e Xiphophorus maculatus; são comumente identificados erroneamente como peixe-mosquito.

## Nome e taxonomia
O peixe-mosquito é um membro da família dos peciliídeos (Poeciliidae), da ordem dos ciprinodontiformes. O nome do gênero Gambusia deriva do termo espanhol cubano gambusino, que significa "inútil". O nome vernáculo peixe-mosquito deriva de seu uso para controle biológico de mosquitos, que foi baseado em observações iniciais de que, em certas circunstâncias, podem reduzir a abundância de mosquitos. A classificação do peixe-mosquito tem sido difícil devido à sua semelhança com o peixe-mosquito-oriental (Gambusia holbrooki) e, de acordo com o ITIS (Sistema Integrado de Informações Taxonômicas), o peixe-mosquito-oriental pode ser um nome taxonômico inválido e pode ser considerado uma subespécie de peixe-mosquito.

## Dieta

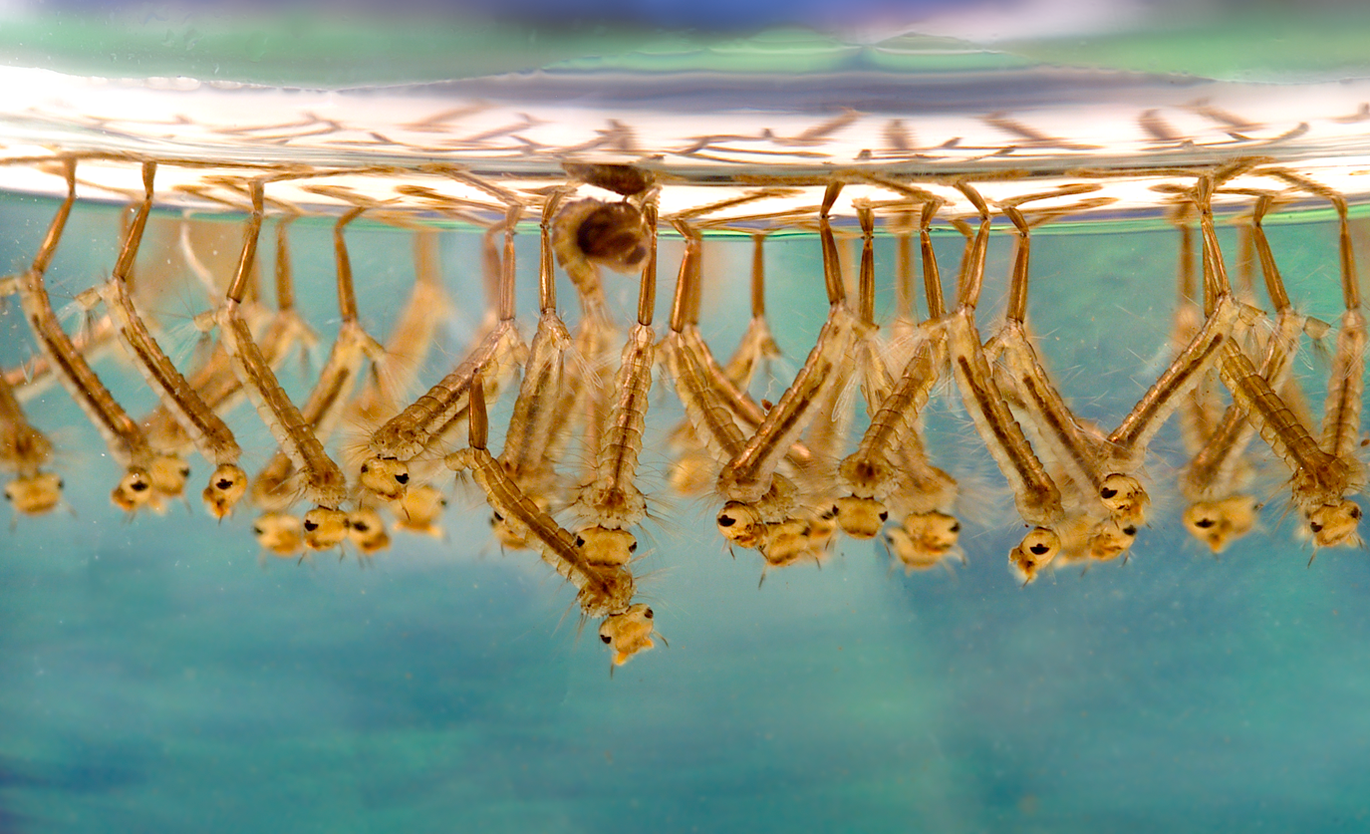
Larvas de mosquito

Os peixes-mosquito são de dieta generalista, mas são considerados "larvívoros" porque consomem as larvas de mosquitos e outros insetos aquáticos. Sua dieta consiste em zooplâncton, pequenos insetos e larvas de insetos e detritos. Se alimentam de larvas de mosquitos em todas as fases da vida, se estiverem disponíveis no ambiente. Fêmeas adultas podem consumir até centenas de larvas de mosquito em um dia. Observou-se que a taxa máxima de consumo em um dia por um peixe-mosquito é de 42% a 167% de seu próprio peso corporal. No entanto, podem sofrer mortalidade se alimentados apenas com larvas de mosquito, e os sobreviventes dessa dieta apresentam crescimento e maturação deficientes. Como generalistas, também mostraram comportamento canibalístico nos filhotes de sua própria espécie.

## Habitat
A distribuição nativa dos peixes-mosquito é de partes do sul de Ilinóis e Indiana, ao longo do rio Mississípi e suas águas tributárias, até o sul da Costa do Golfo nas partes nordeste do México. São encontrados mais abundantemente em águas rasas protegidas de peixes maiores. Podem sobreviver em ambientes relativamente inóspitos e são resistentes a baixas concentrações de oxigênio, altas concentrações de sal (até o dobro da água do mar) e temperaturas de até 42 °C (108 °F) por curtos períodos. Por causa de sua notável adaptabilidade a condições adversas e sua introdução global em muitos habitats para controle de mosquitos, foram descritos como os peixes de água doce mais difundidos no mundo. Alguns de seus predadores naturais incluem o robalo (Centropomus / Dicentrarchus), bagre e Lepomis macrochirus.

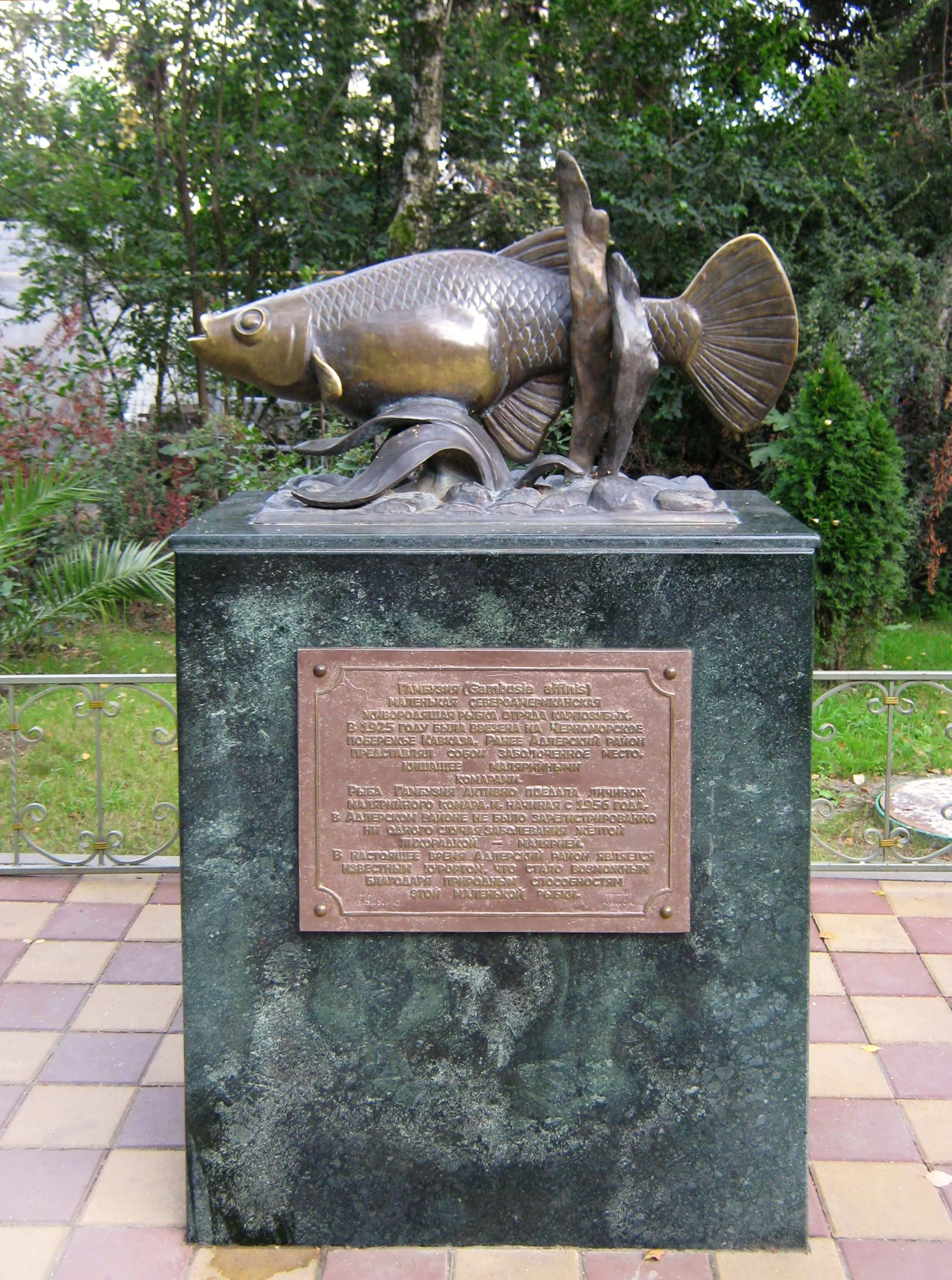
Monumento em Sóchi celebrando a erradicação da malária pelo peixe-mosquito

## Impacto ambiental
Os peixes-mosquito foram intencionalmente introduzidos em muitas áreas com grandes populações de mosquitos para diminuir suas população comendo suas larvas. No entanto, retrospectivamente, muitas introduções podem ser consideradas imprudentes; na maioria dos casos, os peixes nativos forneceram o controle das populações de mosquitos, e a introdução de peixes-mosquito foi prejudicial à vida aquática local. A introdução fora de sua área nativa também pode ser prejudicial aos ecossistemas. Pode consumir ou ferir outros peixes pequenos ou prejudicá-los através da competição. Os impactos ecológicos são parcialmente ditados por sua proporção sexual, que pode variar dramaticamente em sua área de distribuição. Os peixes-mosquito na Austrália são considerados pragas nocivas, representando uma ameaça para peixes nativos e populações de sapos e poucas evidências indicam que controlaram populações de mosquitos ou doenças transmitidas por eles. Foram apelidados pelos cientistas como "um dos animais mais problemáticos do planeta".
No entanto, de 1920 a 1950, os peixes-mosquito foram considerados por alguns como fator significativo na erradicação da malária na América do Sul, sul da Rússia e Ucrânia. Espécimes criados por Joice Loch foram distribuídos pela Grécia, Sérvia e Oriente Médio. Na costa do Mar Negro, na Rússia, são homenageado por erradicar a malária em um monumento em Sóchi. Os peixes-mosquito ainda são empregados para controle biológico de mosquitos em alguns lugares. Em 2008, em algumas partes da Califórnia e no Condado de Clark, Nevada, espécimes foram criados em aquários para que as pessoas pudessem estocar poças de água estagnada com eles para reduzir o número de casos de vírus do Nilo Ocidental.

## Reprodução
A reprodução do peixe-mosquito começa com o macho organizando os raios do gonopódio (nadadeira anal modificada) num pequeno tubo. O macho usa esta barbatana tubular para secretar láctea na abertura genital da fêmea no processo de fertilização interna. A abertura genital da fêmea está localizada logo atrás da nadadeira anal e é uma abertura para o leite fertilizar os óvulos dentro do ovário. Os peixes-mosquito estão dentro da infraclasse dos teleósteos (Teleostei) e, como todos os teleósteos, os peixes-mosquito não têm útero, portanto a produção de oócitos e a gestação ocorrem dentro do ovário da fêmea. Dentro da fêmea, o esperma de vários machos pode ser armazenado para fertilizar os óvulos posteriormente. Com base em experimentos de laboratório, peixes-mosquito fêmeas tornam-se vitelogênicos quando as temperaturas da primavera atingem 14 °C (57 °F) e, em seguida, os oócitos amadurecem quando a temperatura média atinge cerca de 18 °C (64 °F). Então, no final do verão, quando o fotoperíodo tem menos de 12,5 horas de duração, a próxima ninhada de oócitos se desenvolve. Numa estação reprodutiva, uma fêmea pode fertilizar, com leite armazenado, de duas a seis ninhadas de embriões, com o tamanho da ninhada diminuindo à medida que a estação avança. As taxas de reprodução são altamente dependentes da temperatura e do nível de ração. À medida que a temperatura aumenta de 20 para 30 °C, a idade média na primeira reprodução diminui de 191 para 56 dias, e o tamanho da ninhada e a massa da prole aumentam significativamente. As estimativas do intervalo entre crias a 25 e 30 °C são 23 e 19 dias, respectivamente.

## Embriologia
Peixes-mosquito têm período de gestação de 16 a 28 dias. São lecitotróficos, o que significa que, durante a gestação, os nutrientes são fornecidos aos embriões por um saco vitelino. Se o período de gestação for mais curto, cada recém-nascido ao nascer ainda terá um saco vitelino conectado por uma fenda localizada no lado ventral da parede do corpo. O tamanho da ninhada das fêmeas depende do tamanho da fêmea em questão; as fêmeas maiores são mais capazes de uma quantidade maior de ninhada do que as fêmeas menores. Muitas fêmeas têm quantidade de ninhada de até ou mais de 60 filhotes. Os peixes-mosquito são vivíparos, o que significa que após a gestação de uma ninhada, a fêmea nutre os filhotes em seu interior. Na maioria dos casos, a ninhada recém-nascida terá uma proporção igual de sexo masculino para feminino.

## Crescimento
Após o nascimento, os peixes-mosquito recém-nascidos têm cerca de 8 a 9 milímetros (0,31 a 0,35 polegada) de comprimento. Como juvenis, crescem a uma taxa de cerca de 0,2 milímetro (0,0079 polegada) por dia, mas o crescimento é altamente dependente da temperatura. As taxas de crescimento juvenis atingem seu pico quando a temperatura da água está dentro de uma faixa de 24 a 30 °C (75 a 86 °F), dependendo da disponibilidade de recursos. À medida que as temperaturas sobem ou descem abaixo dessa faixa, as taxas de crescimento diminuem. Temperaturas consistentes iguais ou superiores a 35 °C (95 °F) são normalmente letais, enquanto o crescimento é interrompido quando as temperaturas são iguais ou inferiores a 10 °C (50 °F). Para o macho, a maturidade sexual é atingida em cerca de 43 a 62 dias, mas a idade de maturação também depende da temperatura e dos recursos. A fêmea atinge a maturidade sexual em cerca de 21 a 28 dias se nascer no início da estação reprodutiva. A vida útil do peixe-mosquito é em média inferior a um ano e o máximo é de cerca de 1,5 ano. No entanto, espécimes mantidos como animais de estimação podem viver muito mais tempo, com os proprietários relatando uma expectativa de vida de mais de três anos. A expectativa de vida dos machos é consideravelmente mais curta que as fêmeas.